# درازي (زاز الغربي)
درازي (بالفارسية: درازی) هي قرية تقع في إيران في قسم زاز الغربي الریفي. يقدر عدد سكانها بـ 23 نسمة .